# 池田城 (摂津国)
池田城（いけだじょう）は、大阪府池田市にあった日本の城。建武元年（1334年）前後に現在の池田市にある五月山南麓の丘陵地に、豊島の土着豪族池田教依が築き、代々池田氏が城主を務めた。現在は「城跡の歴史を感じられる憩いの場」として池田城跡公園が整備されている。

## 概要

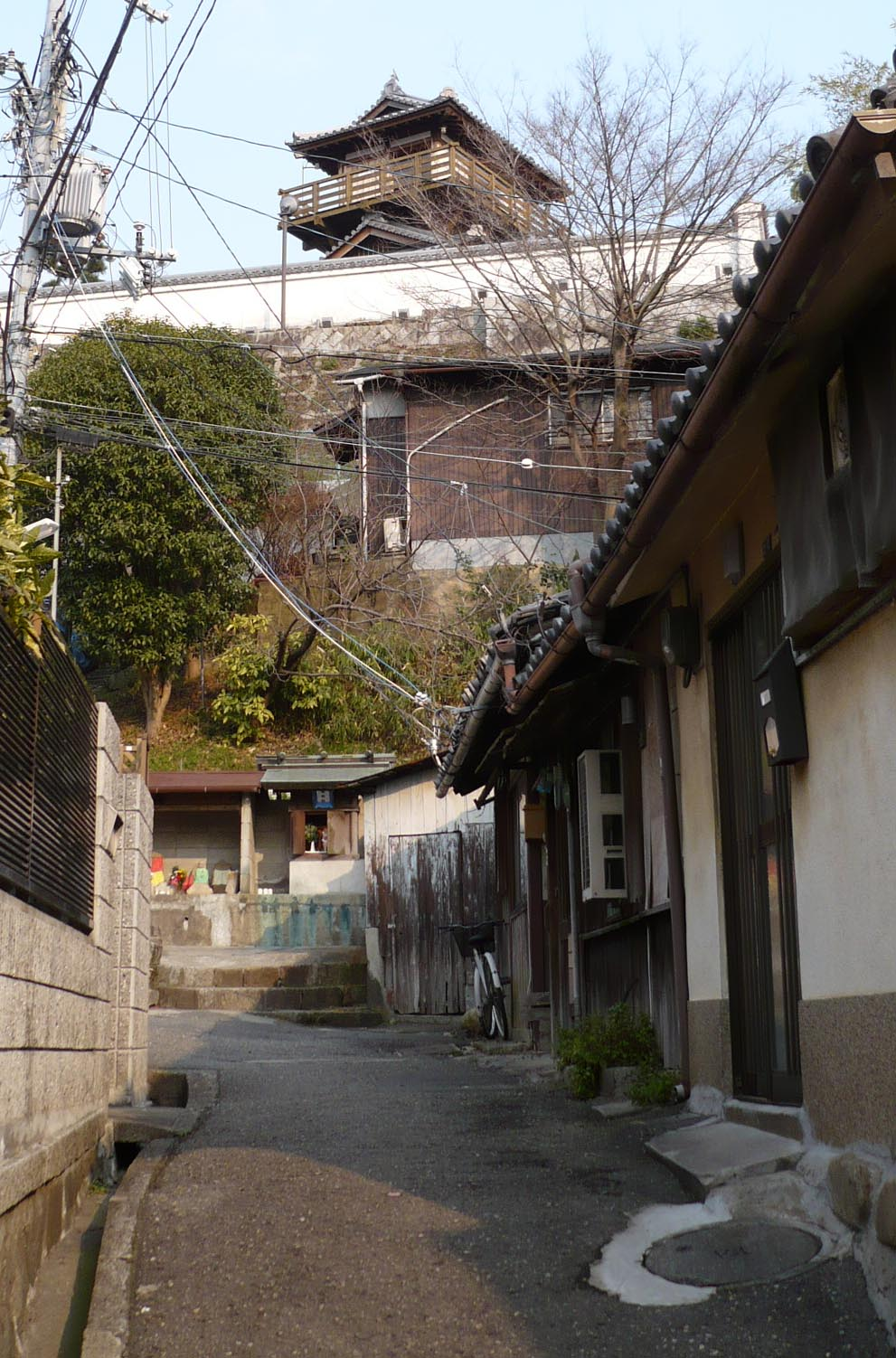
西側の崖下から望む

池田城は、大阪府池田市城山町周辺の標高50mの高台に位置し、五月山の南麓の東西に延びる尾根を利用し、西側には崖、北側には杉ヶ谷川を取り入れ、東、南には堀（最大幅で25.7m、深さ6.5mという大規模なもの）と土塁を配置し防御効果を高めた、畿内でも屈指の規模を誇った城郭として知られている。

## 沿革
池田城は室町時代から戦国時代にかけて、豊島郡（現在の池田市、豊中市、箕面市周辺）を治めていた国人領主・池田氏の居城だった。

### 池田城の拡張

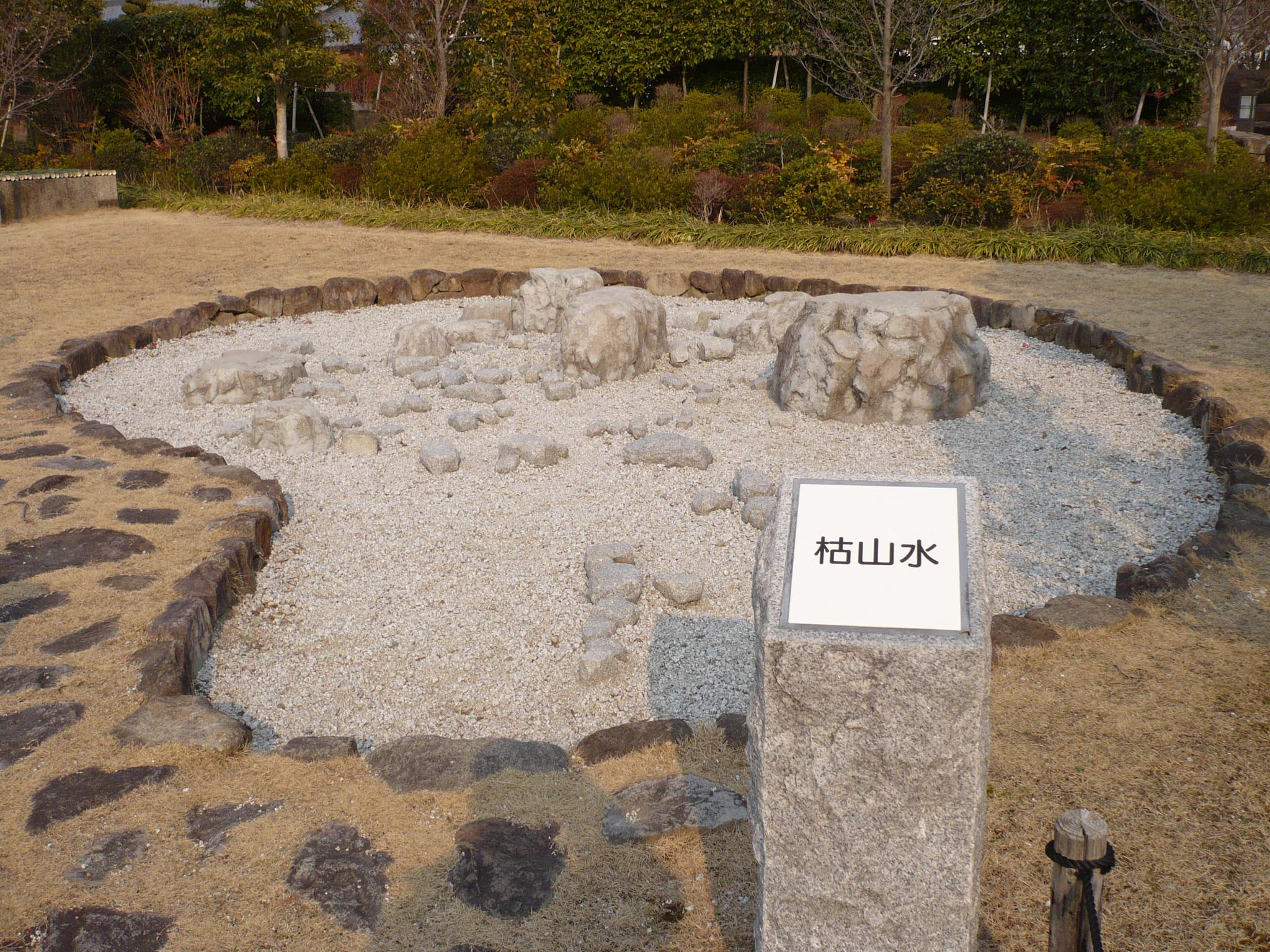
枯山水跡

築城当初は、主郭部分（本丸に相当する部分）と小さな曲輪が取り付けた小規模な城であった。主郭の中には、枯山水風の庭園が築かれており、戦闘防御施設の中に文化施設が設けられ、この時代から城は生活の場所でもあったとうかがわせる。その後、池田城は何度か落城をしており、その都度防御機能や縄張りを強化していく。
池田城が最初に落城したのは、応仁の乱で東軍について、文明元年（1469年）に西軍の大内政弘の軍に攻められた時である。この時はすぐに奪回したので被害も少なく大規模な改修はなかったと思われる。

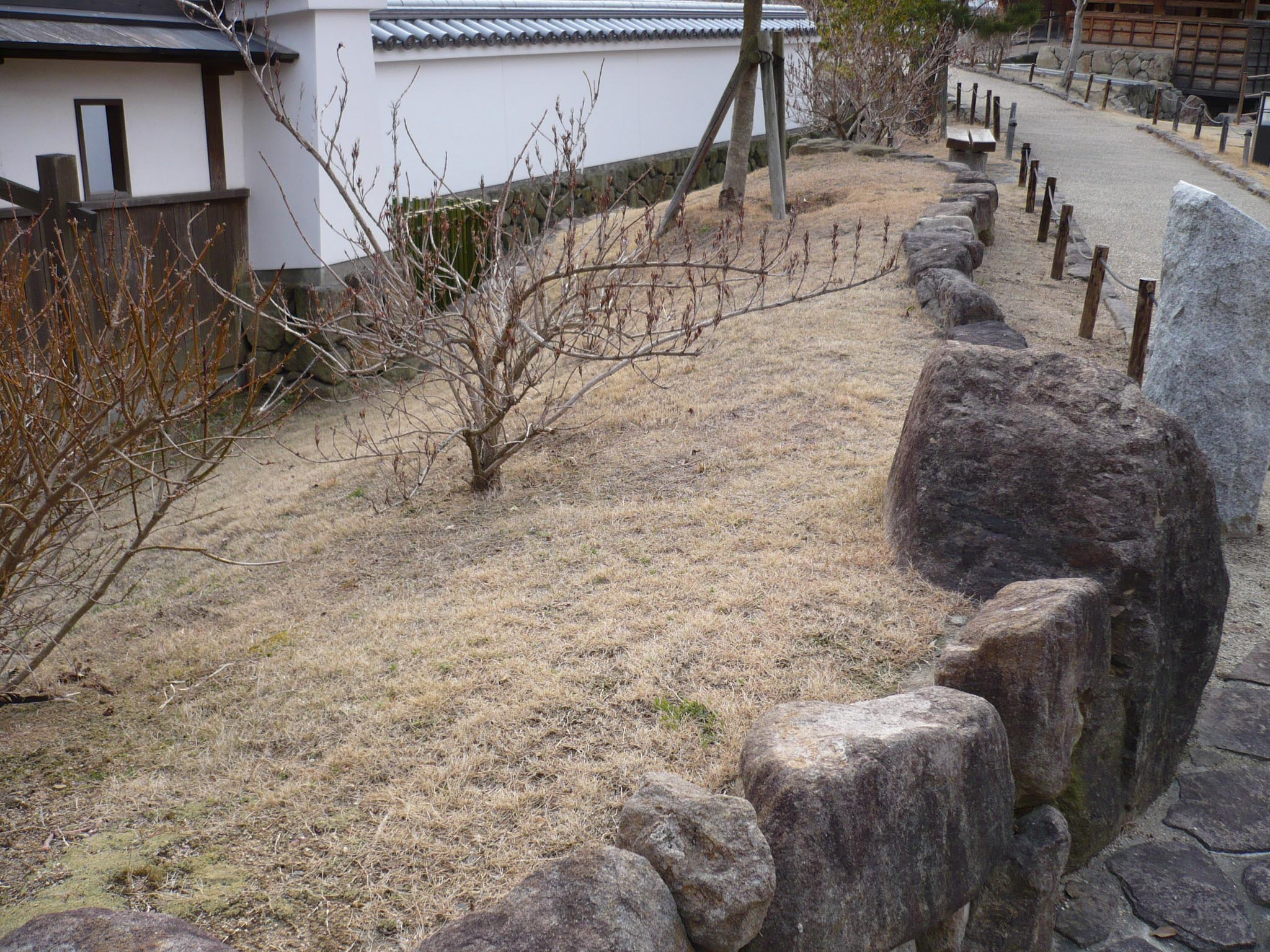
土塁跡

次いで永正の錯乱に端を発した細川氏の内紛で細川澄元派に属していた池田貞正は、永正5年（1508年）に反対勢力であった細川高国の攻撃を受けて落城、貞正は自殺して子の信正は逃亡した。発掘調査で炭層、焼土が厚く堆積していることが確認されており、池田城は被害をうけたと見受けられている。その後、享禄4年（1531年）の大物崩れでも高国の攻撃を受け、この戦いの後に城の復興で主郭の堀を広げ周りに土塁を設け、南側にも連郭状の曲輪を設け防御陣地を広げていった。天文2年（1533年）、享禄・天文の乱で2月に一向一揆に敗れて堺から淡路へ逃れていた細川晴元が4月にこの城に入城、畿内へ戻った。
永禄11年（1568年）、池田勝正は織田信長に抵抗したが織田軍の攻撃を受け落城した。しかし勝正は抵抗したお咎めを受けなかった上に逆に評価され、信長から6万石を賜って家臣となった。池田城は信長の持つ「虎口」などの城郭の技術を取り入れてより拡張した。池田城の虎口は城内に二度曲げ、それ以外に東側に横堀を二条掘削し、大規模な曲輪を設け城域を拡張した。

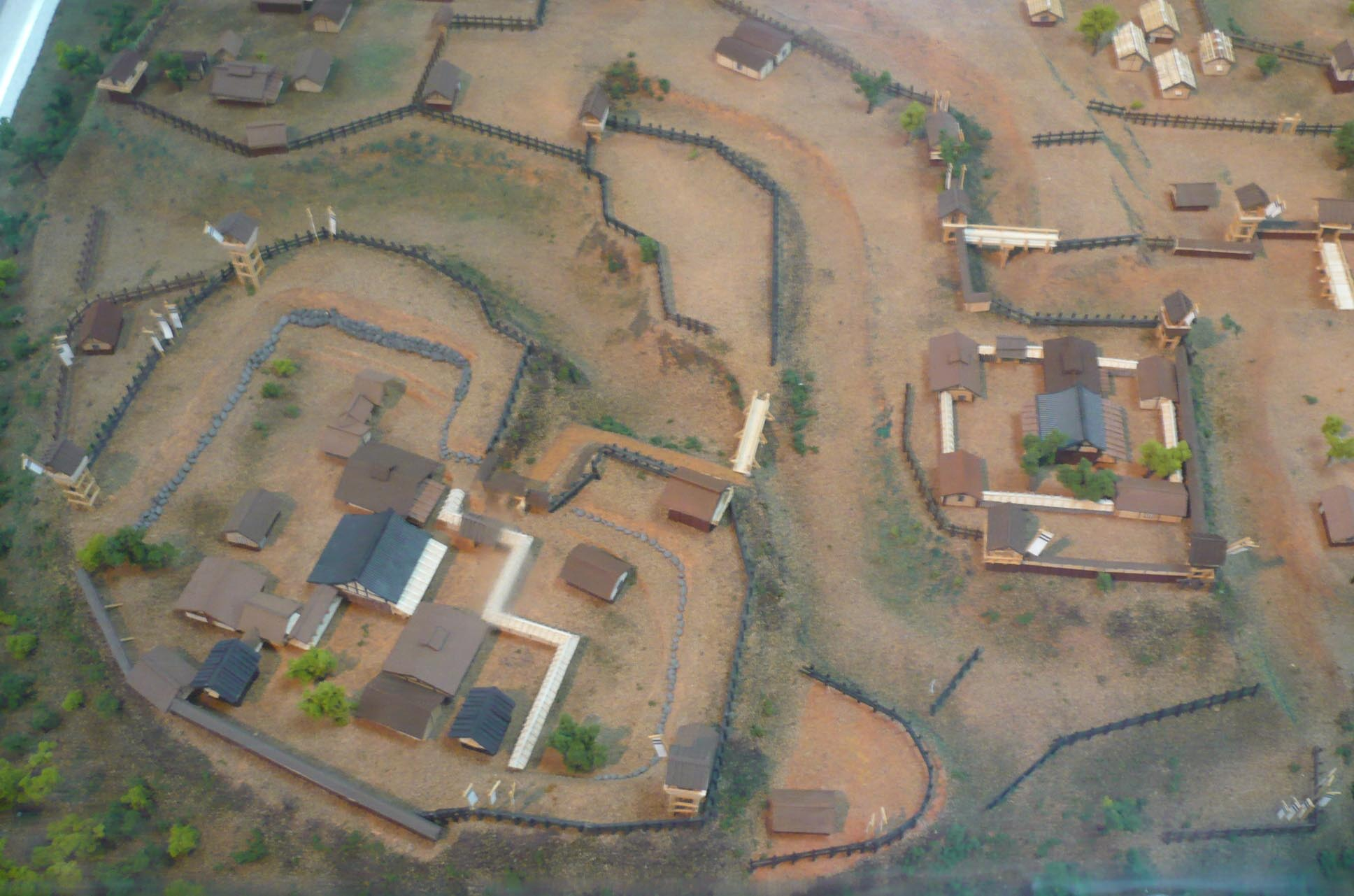
池田城の復元模型／城山勤労者センター所蔵

勝正は信長に摂津三守護の1人に任命され、金ヶ崎の退き口では殿を務めるなど活躍したが、三好三人衆についた一族の池田知正や荒木村重に池田城から追放された。

### 荒木村重の台頭

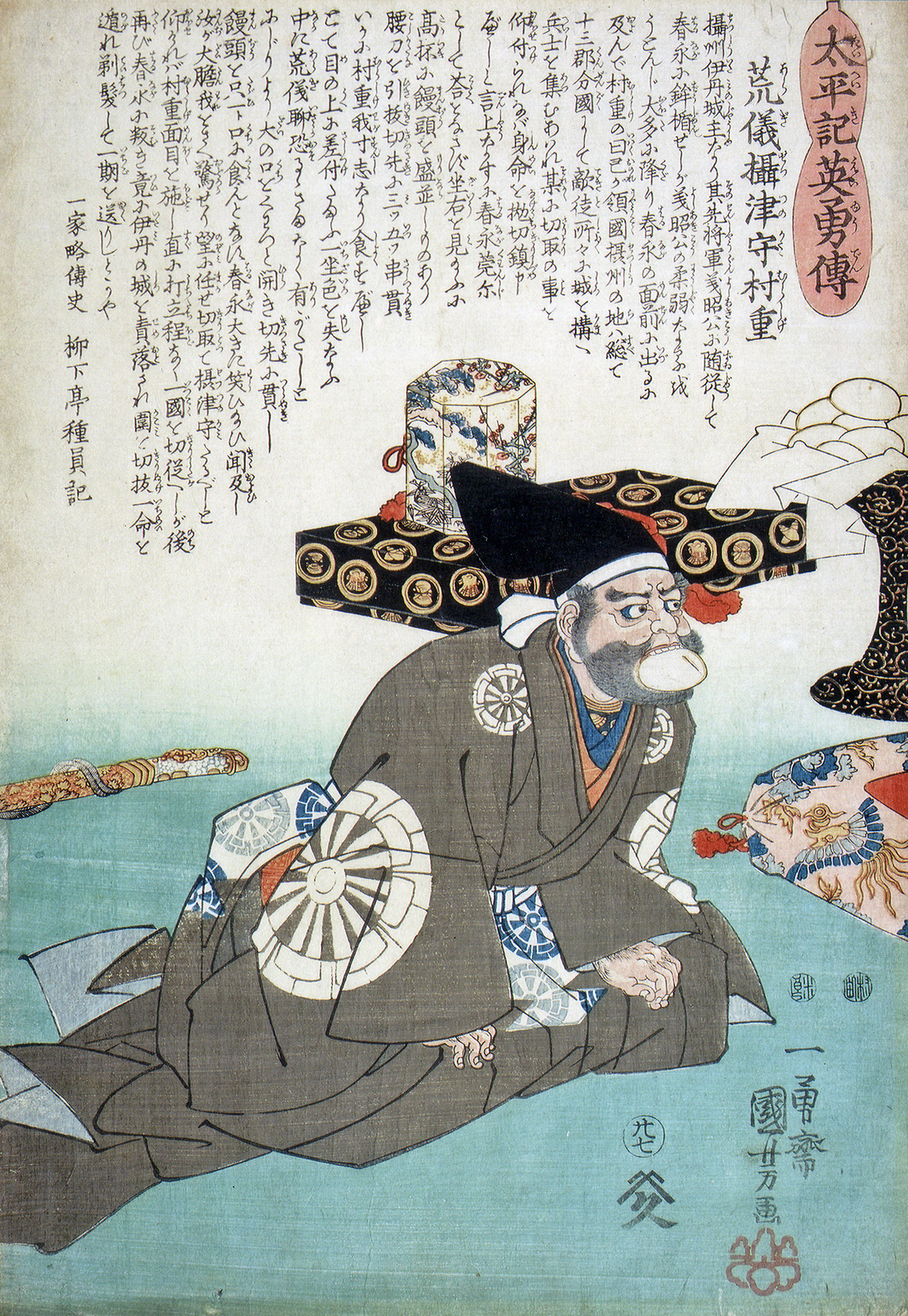
荒木村重錦絵図

荒木村重は重臣「池田21人衆」の1人として頭角を現し、池田勝正を追放した池田氏内部のクーデターで城内をまとめ、残る摂津三守護の和田惟政、伊丹親興を討ち取って茨木城と高槻城を手中に収め、元亀4年（1573年）3月29日に足利義昭と対立した信長と京都知恩院で対面し信長に忠誠を誓う。この時信長は高槻城攻略に激賞し、村重に摂津の単独守護職を認めた。池田知正は義昭に就いたため没落、池田家を乗っ取った村重の家臣になった（下克上）。摂津は南北朝時代以降分郡支配体制だったが、村重より一国一大名体制になった。
その後伊丹城を手に入れた村重は有岡城と改名し、居城を有岡城に移した。池田城の城主は知正になったという話もある。
天正6年（1578年）に村重は石山合戦の最中に石山本願寺に内通しているという噂が流れ、信長も噂が大きくなるにつれ、真意を探るべく自分の前で申し開きをするように命じた。当初村重は母親を人質に入れ、申し開きをすることを承諾したが、明智光秀や羽柴秀吉などの説得も受け入れず信長のいる安土城には出仕しなかった。ここに至り謀反を明確にした村重は本拠地に有岡城を定め、高槻城、茨木城、尼崎城（近世尼崎城でなく大物城でないかと思われる）、花隈城に兵を配置し織田軍の進攻に備えた。こうして有岡城の戦いが始まる。村重は池田城に軍を配置しておらず、池田城の池田氏は村重に対して協力的でなかった可能性がある。
これに対して信長は11月9日に出陣、高槻城、茨木城を無血開城に成功、同年11月27日に「古池田」、池田城に織田軍は陣を張った。その後有岡城の四方を囲み始め12月8日に攻撃を開始する。まず鉄砲隊が一斉射撃し弓隊の火矢でかく乱し、酉の刻有岡城に突入を開始したが、攻め切ることが出来ず、逆に多くの家臣を失うことになる。
信長は戦術を持久戦に変更、周りに兵を配置しつつ12月11日に池田城に陣を戻し、12月25日に自身は安土城に戻っていた。その後、信長は安土城から池田城、池田城から京都など、池田城に陣を構えたまま各所に出かけ、持久戦の効果が出るのを待ち続けた。村重は翌年9月2日の深夜、家来5、6名をつれて尼崎城へ移り、毛利氏に援軍を要請しに出向いたと思われる。信長はこの時を好機ととらえ再び攻撃を命じ、天正7年（1579年）11月に有岡城は落城した。生き残った妻子や家来は尼崎七松で刑にかけられ命を落とした。村重はその後生き残り、秀吉の茶人となったと言われている。池田知正も妻子を尼崎七松で処刑されたが秀吉の家臣になった。

### 廃城
荒木村重の謀反から始まった戦で池田城は村重に捨てられ信長側が利用した。当時の城主が誰だったかはわからない。ある資料には「天正の間に時の城主、池田三左衛門輝國は攝津尼崎城主荒木攝津守と不和を生じついに戦になり、三左衛門は戦死した」とある。荒木攝津守は村重の縁者とされる。池田城は有岡城が落城した翌天正8年（1580年）、信長の命により廃城となった。池田城にいたとされる池田氏もどうなったかはわからない。
『信長公記』によると「古池田に至って御陣を居させられ」とある。建武元年（1334年）前後に建築されたのだから天正8年であれば245年ほども経っていたことになり古い城であったといえる。

## 4年に亘る発掘調査
平成元年（1989年）から4年に亘る大規模な発掘調査が実施され、多くの遺構、遺物が発見され、遺構は公園整備に伴い復元されている。

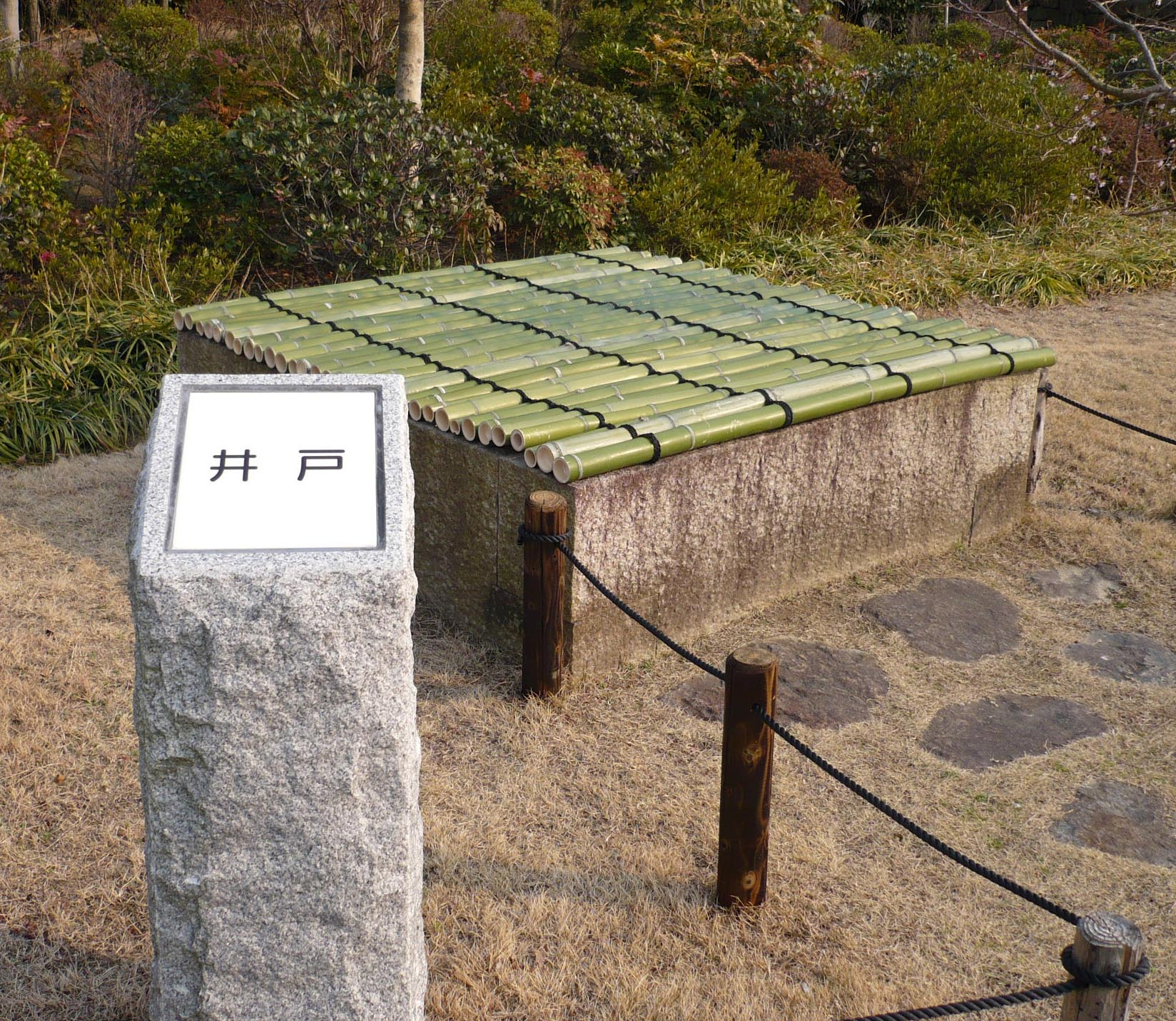
井戸跡
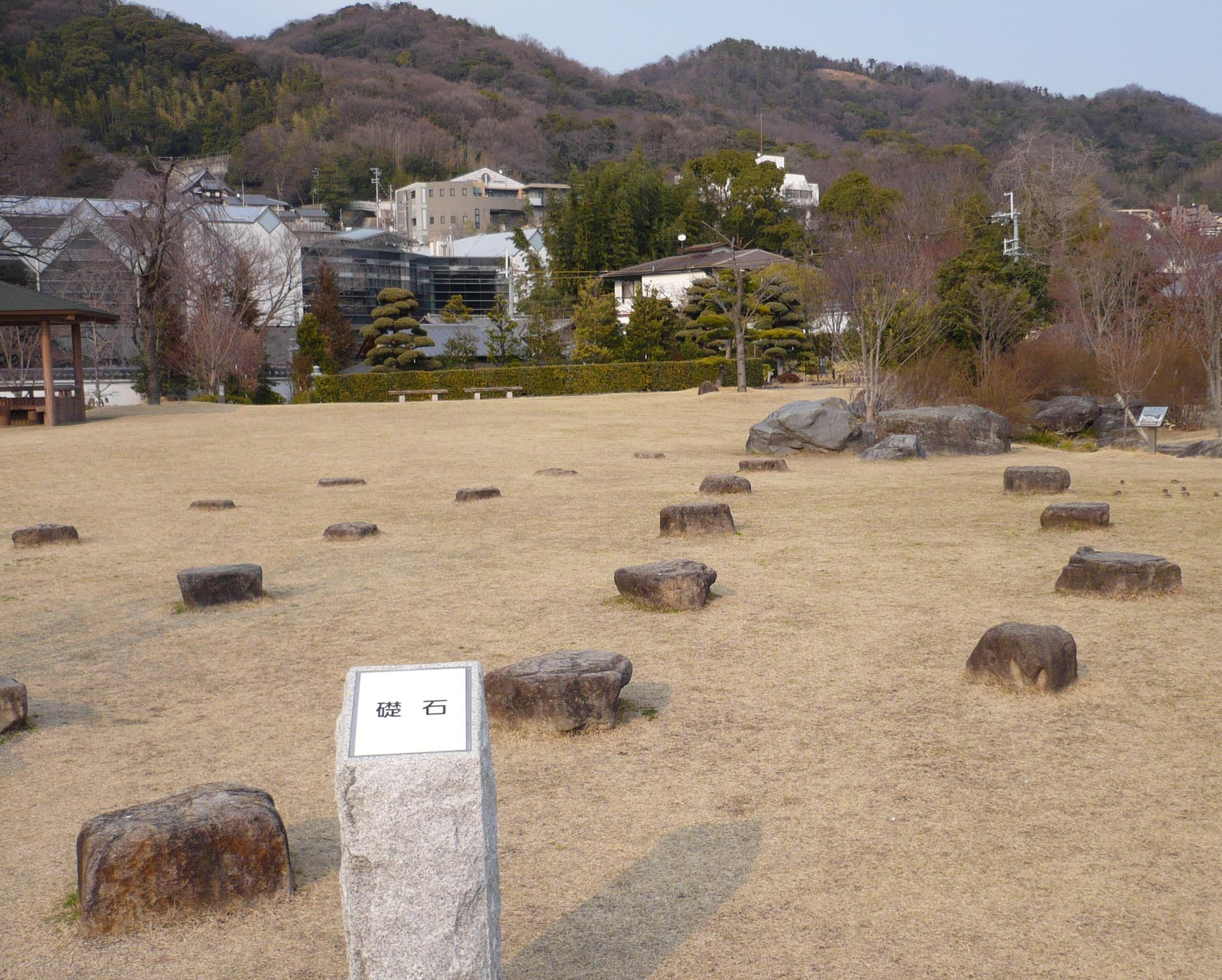
礎石跡
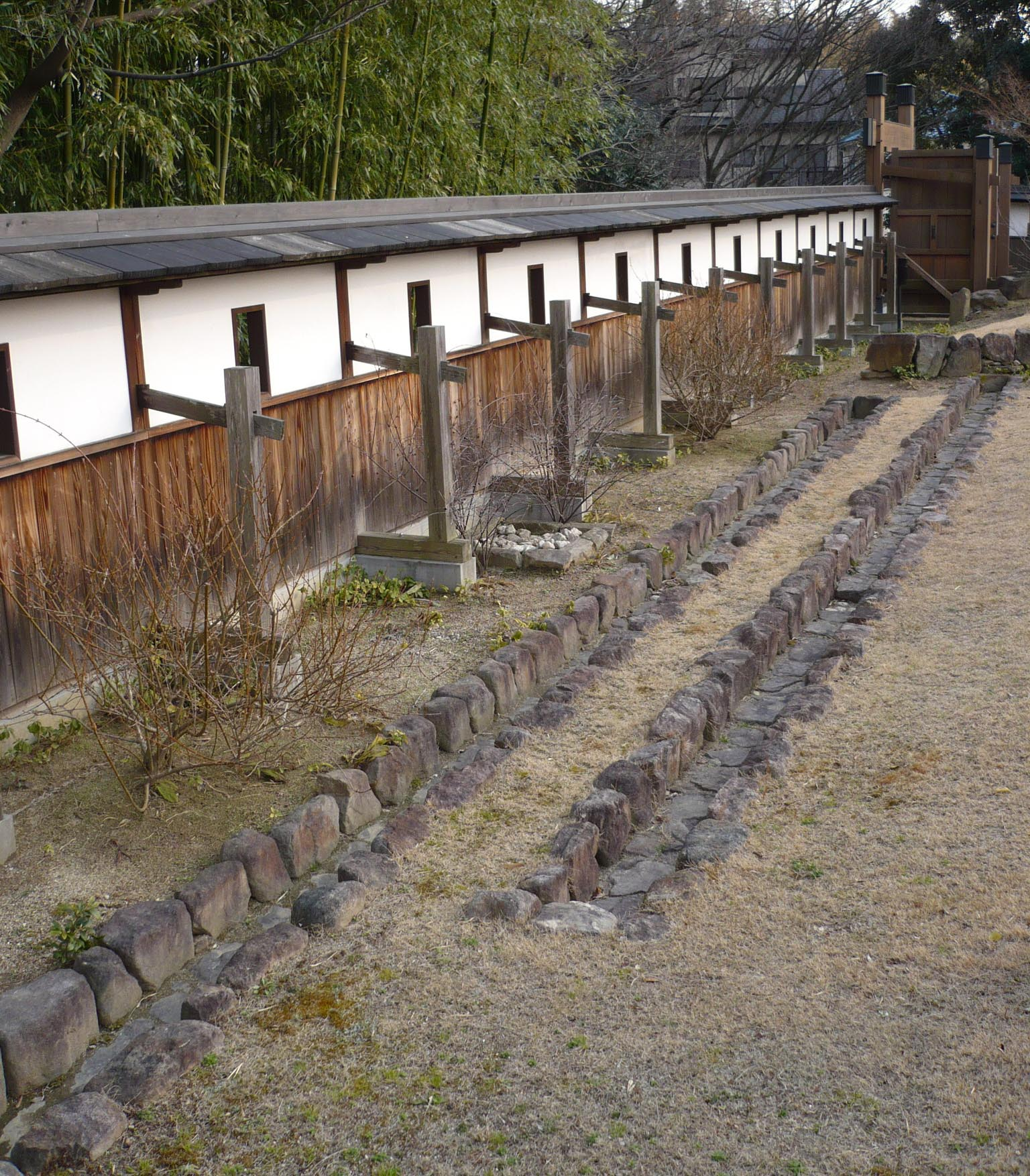
排水口跡
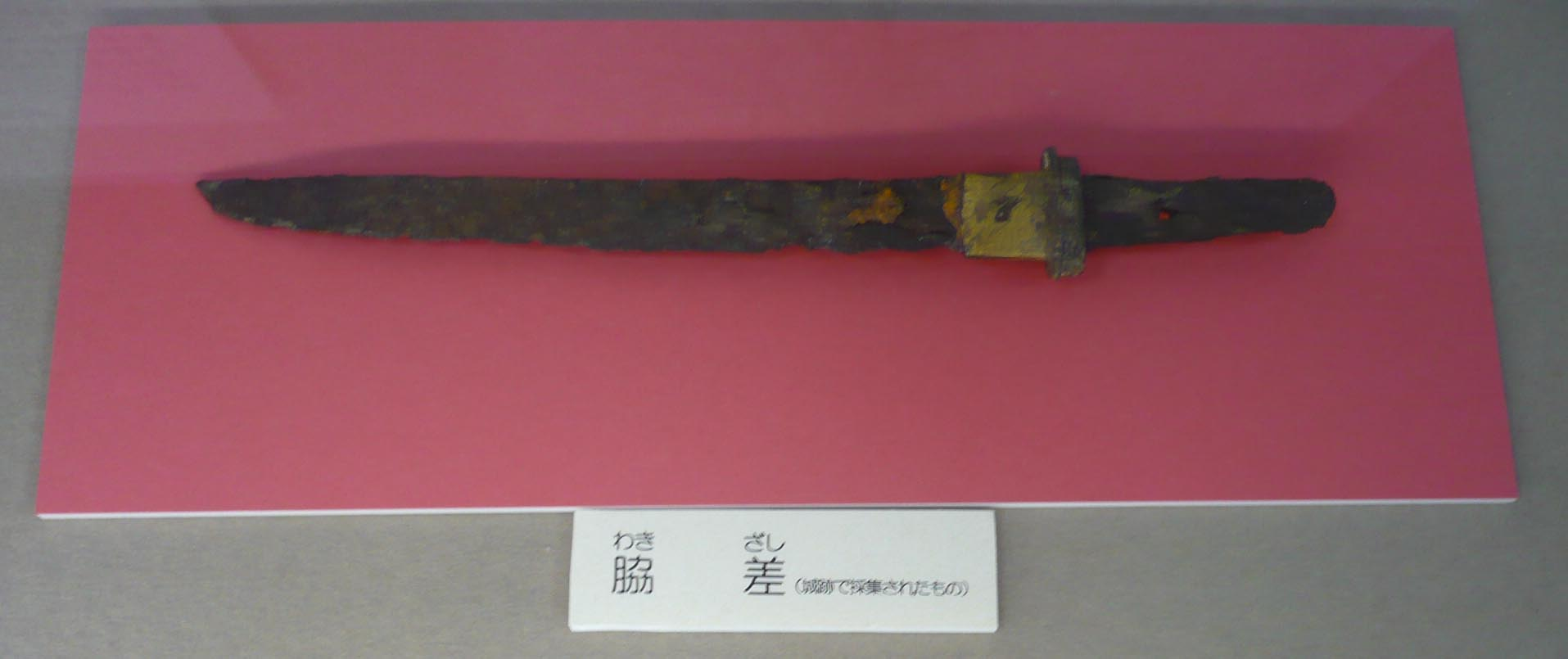
脇差（遺物）

## 池田城跡公園としての演出
発掘調査から遺構を復元した以外に、城跡としてイメージを演出させる模擬施設がいくつかある。池田城跡公園は平成11年度に完成した。

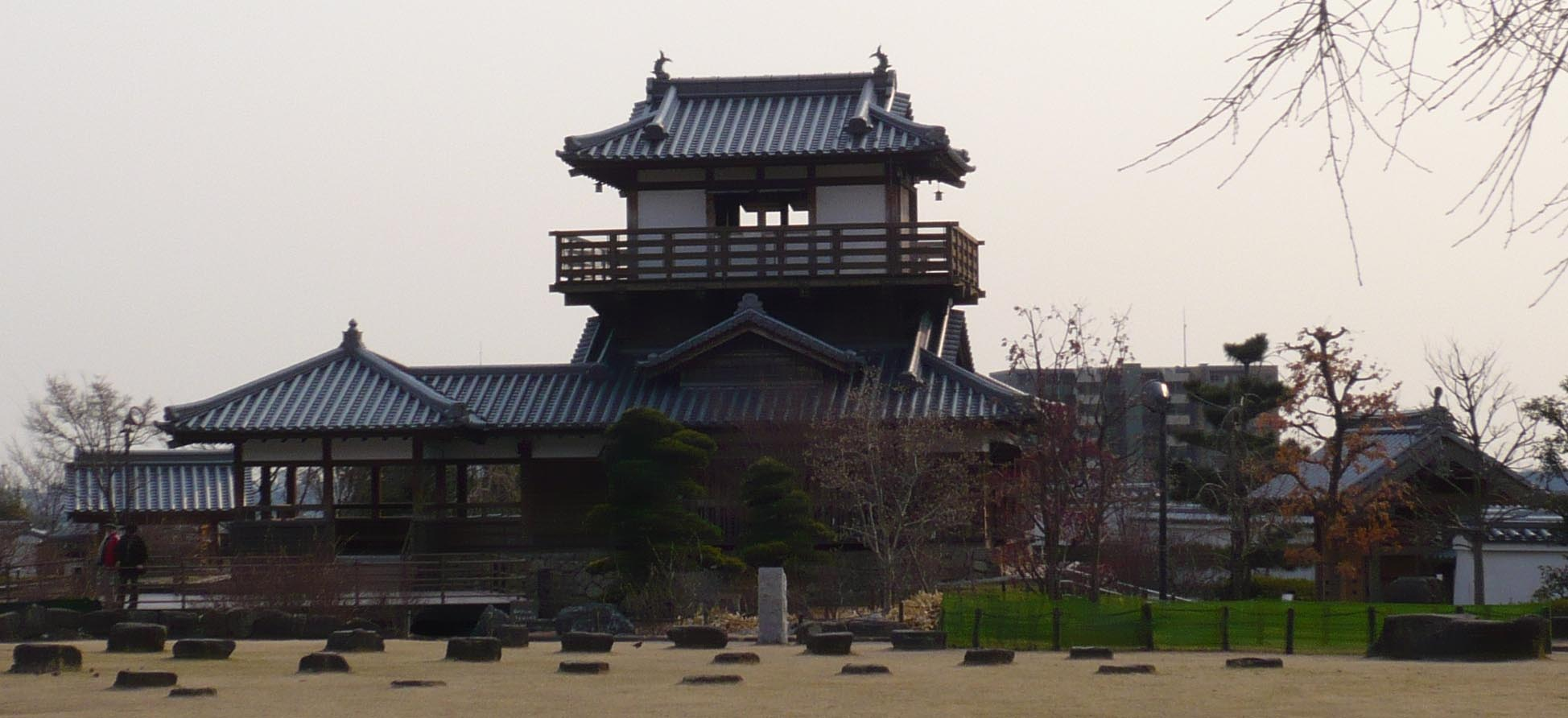
模擬櫓台
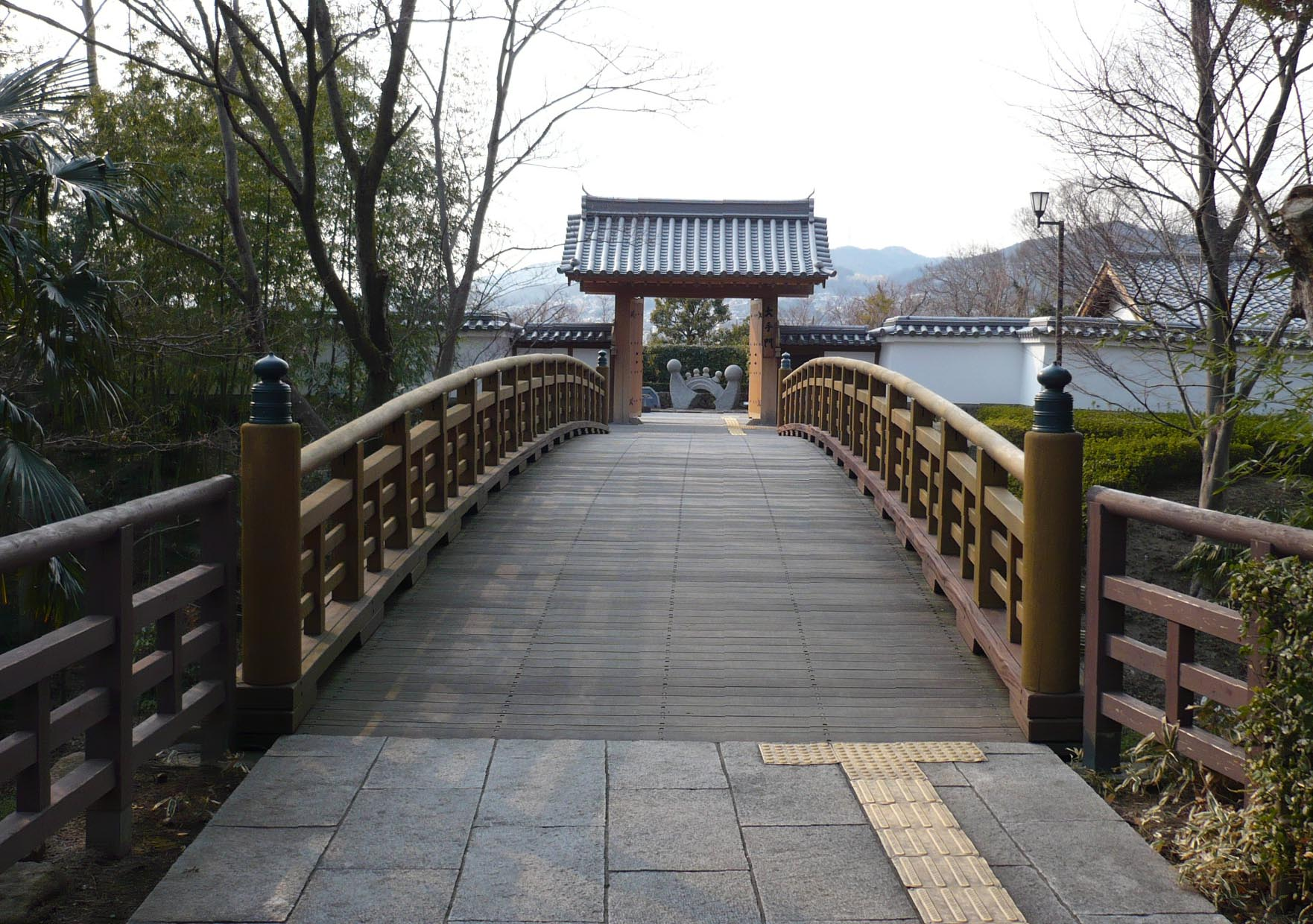
模擬大手門
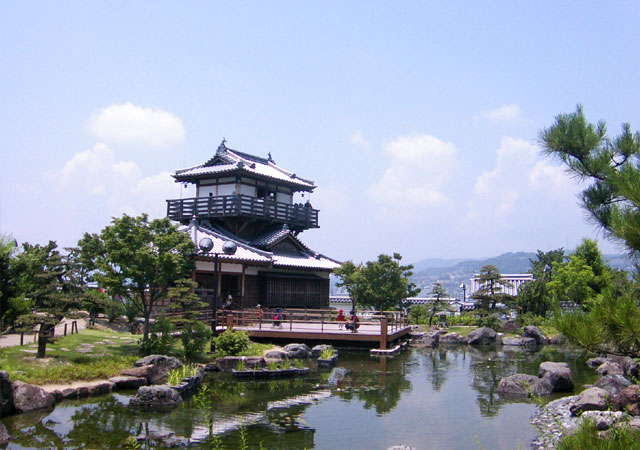
日本庭園

## 城跡へのアクセス
- 鉄道アクセス
  - 池田駅（阪急宝塚本線）から徒歩15分